# ŽĎAS
ŽĎAS as (Ждяс а ес) — машинобудівно-металургійний комбінат, одне з найбільших підприємств у Чехії.
Випускає ковальсько-пресове обладнання, преси кувальні, обладнання для обробки металобрухту, обладнання для обробки прокатних виробів; виливки, поковки, зливки та моделі (в основному для автомобільної промисловості). Приблизно 50 % продукції йде експорту (постачається майже п'ятдесят країн світу).

## Нагороди компанії
- Золота медаль на 22-му Міжнародному машинобудівному ярмарку в Брно за контейнерні гідравлічні ножиці для різання металобрухту CNS 400 K[5].
- Золотий ківш на 8 міжнародному ливарному ярмарку FOND-EX 2000 у категорії «Виливки екстремальної якості»[5].
- Золотий ківш на 10 міжнародному ливарному ярмарку FOND-EX 2002 у категорії «Виливки екстремальної якості»[5].